# Trizac
Trizac är en kommun i departementet Cantal i regionen Auvergne-Rhône-Alpes i mitten av Frankrike. Kommunen ligger  i kantonen Riom-ès-Montagnes som ligger i arrondissementet Mauriac. År 2022 hade Trizac 449 invånare.

## Befolkningsutveckling
Antalet invånare i kommunen Trizac
Referens:INSEE